# Antoine-René de Voyer de Paulmy d'Argenson
Antoine-René De Voyer, marchese de Paulmy d'Argenson (Valenciennes, 22 novembre 1722 – Parigi, 13 agosto 1787), è stato un politico e nobile francese.

## Biografia
Era  il figlio unico del marchese di René-Louis de Voyer de Paulmy d'Argenson. Non va  confuso con i suoi vari parenti di nome Marc-Renè, come suo nonno, Marc-René, o il suo bisnonno, anch'egli chiamato Marc-René, o il  suo cugino Marc-René de Voyer d'Argenson (1721–1782).
Nominato consigliere in parlamento (1744) e maître des requêtes (1747), venne associato a suo padre al ministero degli esteri e a suo zio, Marc-Pierre, al ministero della guerra. Come riconoscimento di questa sua esperienza, ottenne l'incarico di ispezionare le truppe e le fortificazioni, e  dopo questo fu nominato ambasciatore in Svizzera.
Nel 1750 venne nominato capo stalliere di re Luigi XV di Francia e venne nominato governatore del castello di Vincennes nel 1754. Oltre alla Svizzera, fu ambasciatore francese in Polonia, a Venezia e presso la Santa Sede. Poi seguì suo zio come  ministro della guerra nel 1757 per l'influenza di Madame de Pompadour. Lo scoppio della guerra dei sette anni rese il ministero della guerra difficile da gestire, e d'Angerson si dimise il 23 marzo 1758.
Noto bibliofilo e collezionista d'arte, venne nominato direttore dei Bâtiments du Roi. Fece costruire il castello di Asnières nel 1750, spendendo cifre che scandalizzarono il suo virtuoso zio, disponendovi la sua collezione di opere rinascimentali del nord Europa. Nel decennio 1748–58 apparve più volte nel marchand-mercier di Lazare Duvaux, acquistando porcellane cinesi.
La sua biblioteca fu una delle migliori di Francia nella sua epoca, con quasi 100.000 volumi che egli catalogò personalmente con perizia e gusto. La biblioteca venne acquistata poi nel 1785 dal conte d'Artois, fratello del re, ed andò a costituire la base della Bibliothèque de l'Arsenal.

## Autore
Da scrittore, iniziò con la realizzazione di una Bibliothèque universelle des romans, che pubblicò tra il 1775 ed il 1778 in 40 volumi in octavo. Le sue novelle vennero pubblicate invece nel 1782 col titolo Choix de petits romans de différents genres. Compose anche Mélanges tirés d'une grande bibliothèque (69 volumi, 1779-1787) con estratti di testi della sua biblioteca.
Venne eletto all'11° seggio dell'Académie française nel 1748, ed anche all'Accademia delle Scienze e all'Académie des Inscriptions et Belles-Lettres.